# 波桑-迪佩德拉斯
波桑-迪佩德拉斯是巴西马拉尼昂州的一个市镇。总面积655.179平方公里，总人口15679人，人口密度23.9人/平方公里。